# T-35

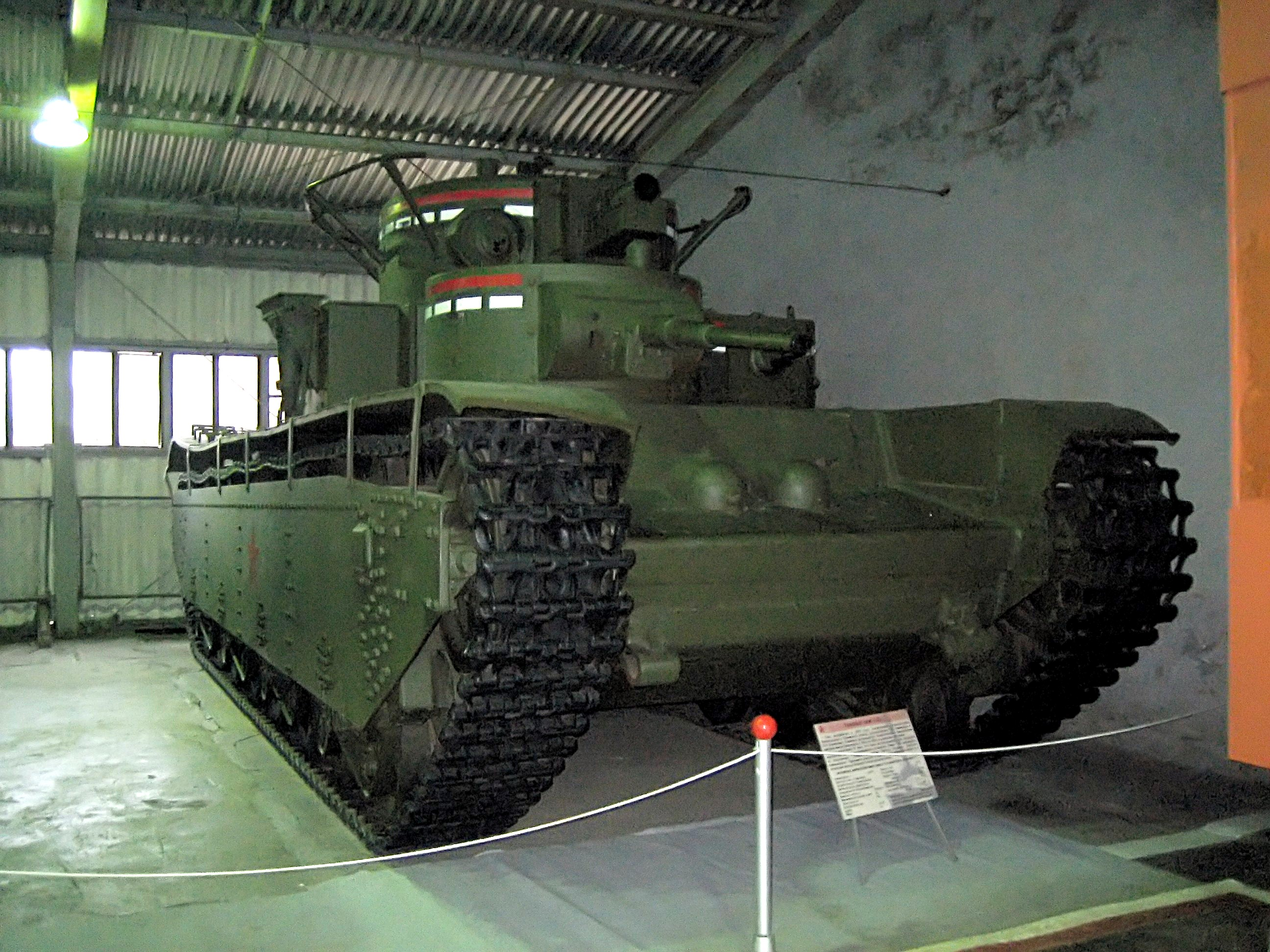
T-35-2 w Muzeum czołgów w Kubince

T-35 – czołg ciężki konstrukcji radzieckiej z okresu przed II wojną światową.

## Historia
W 1929 roku biuro konstrukcyjne N. W. Barykowa otrzymało zadanie skonstruowania nowego czołgu ciężkiego. Prototyp wozu wyjechał z fabryki w lipcu 1932 roku. Jego konstrukcja była zbliżona do prototypu brytyjskiego czołgu ciężkiego A1E1 Independent. T-35 był czołgiem pięciowieżowym. W głównej wieży prototypu T-35 umieszczono 76,2 mm armatę czołgową PS-3. Była to czołgowa wersja armaty polowej wz. 1927. W oddzielnym jarzmie umieszczono czołgowy karabin maszynowy DT. W dwóch mniejszych wieżach umieszczono armaty kalibru 37 mm typu B-3. Pozostałe wieże były uzbrojone w czkm DT.
Próby prototypu trwały od sierpnia 1932 do kwietnia 1933 roku. Następnie prototyp przewieziono do Moskwy. 1 maja 1933 prototyp brał udział w defiladzie na Placu Czerwonym w Moskwie. 11 sierpnia 1933 został warunkowo przyjęty do uzbrojenia Armii Czerwonej, z zastrzeżeniem, że egzemplarze seryjne zostaną pozbawione wad wykrytych podczas testów prototypu. Produkcję i prace modernizacyjne zlecono Charkowskiej Fabryce Parowozów. W 1933 roku w Charkowie powstał drugi prototyp czołgu T-35. Miał on masę 42 ton i był prezentowany podczas defilad w Moskwie i Leningradzie, ale podobnie jak pierwszy prototyp nie został dopuszczony do produkcji seryjnej. Do produkcji seryjnej dopuszczono dopiero trzeci prototyp wyposażony w podwozie z dodatkową parą kół jezdnych.
Pierwsze seryjne wozy trafiły do jednostek w czerwcu 1934 roku. Pierwsza seria liczyła 10 egzemplarzy. Seryjne wozy były uzbrojone w armatę KT-28 (identyczną jak w czołgu T-28) i dwie armaty wz. 1932 20K kalibru 45 mm. Większość wozów była przystosowana do zainstalowania radiostacji z antenami poręczowymi, ale nie wszystkie zostały w nią wyposażone. Czołgi seryjne były pozbawione czkm DT umieszczonego w przodzie kadłuba. Część wozów miała zainstalowany podwójny reflektor nad armatą 76,2 mm umożliwiający walkę w nocy.
Wozy budowane w następnych latach były poddawane kolejnym modyfikacjom. Część wozów wybudowanych w 1937 roku miała grubość pancerza zwiększoną do 23 mm, a w 1938 roku rozpoczęto produkcję wozów o pancerzu grubości do 50 mm. Masa wozu wzrosła do blisko 50 ton i w celu utrzymania manewrowości na zadowalającym poziomie moc silnika zwiększono do 580 KM. W 1939 roku powstało ostatnich 6 czołgów T-35. Były one wyposażone w nowe wieże tzw. stożkowe. Kolejny raz pogrubiono pancerz. Masa wozów z nowymi wieżami wzrosła do 55 ton. Ogółem w latach 1933-1939 wyprodukowano 61 czołgów. Produkcja została wstrzymana, ponieważ uznano je za zbyt słabo opancerzone, a doświadczenia z manewrów wykazały, że dowódca czołgu nie jest w stanie skutecznie kierować ogniem wszystkich wież, a poszczególni celowniczowie nie są w stanie samodzielnie określić celów najważniejszych do zwalczenia.

## Pojazdy pochodne
- SU-14: prototyp działa samobieżnego z haubicą B-4 kal. 203 mm,
- SU-14-1: prototyp działa samobieżnego z armatą Br-2 kal. 152,4 mm, w 1940 roku zmieniona nazwa na SU-14-2.

## Służba

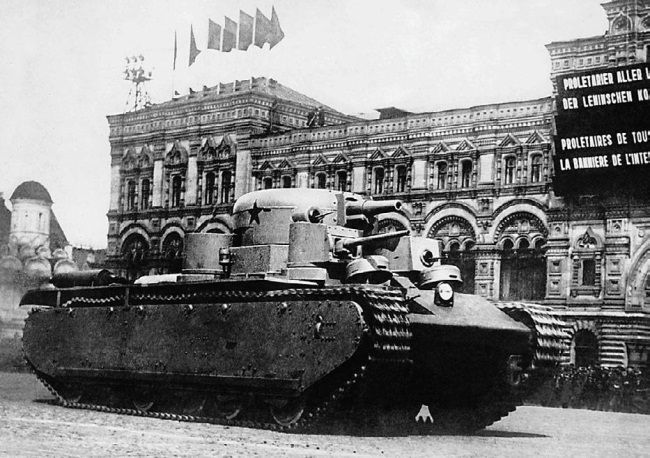
Pierwszy prototyp T-35-1 na defiladzie w Moskwie; w charakterystycznej, zaokrąglonej wieży głównej zamontowano makietę 76,2 mm armaty czołgowej PS-3

Czołgi ciężkie T-35 weszły na uzbrojenie samodzielnych jednostek odwodu Naczelnego Dowództwa. Były one przydzielane jako wzmocnienie związkom operacyjnym szczebla armii i frontu. W 1932 roku istniało 6 takich samodzielnych pułków. Pierwsze wozy T-35 skierowano do 4. pułku czołgów stacjonującego w Charkowie. W 1934 roku przekształcono go w 5. brygadę czołgów ciężkich. W jednostce tej szkolono specjalistów załóg tych czołgów. W grudniu 1935 roku zatwierdzono etat brygady czołgów. Miała ona liczyć 38 czołgów T-35, 11 czołgów BT, 18 czołgów T-26 kierowanych radiem i dwa czołgi wyposażone w miotacze ognia. Etat ten z powodu niskiej produkcji T-35 najczęściej pozostawał na papierze i brygady czołgów z reguły nie posiadały takiej liczby czołgów T-35. Zastępowały je najczęściej czołgi T-28.
Do rozpoczęcia niemieckiej agresji czołgi ciężkie T-35 nie były używane bojowo.
Czasami można spotkać informacje, jakoby czołgi te brały udział w wojnie z Finlandią, lecz według radzieckich źródeł żaden T-35 nie brał udziału w tej kampanii. W walkach z Finami brał udział podobny do T-35, pojedynczy, prototypowy wielowieżowy czołg SMK. Czołg ten szybko zakończył swój szlak bojowy, gdy wpadł na minę, a żołnierze Armii Czerwonej nie byli w stanie ewakuować z pola walki 55-tonowego kolosa. Finowie wielokrotnie fotografowali porzucony pojazd. Zdjęcia te następnie trafiły w ręce Abwehry – niemieckiego wywiadu wojskowego, który błędnie zidentyfikował czołg jako T-35C.
Czołgi T-35 wzięły udział w początkowej fazie wojny radziecko-niemieckiej, z katastrofalnymi skutkami. Wszystkie 48 czołgów, znajdujących się na uzbrojeniu 34 DPanc, zostało utraconych w ciągu praktycznie tygodnia – tylko 5 zostało zniszczonych w walkach, 2 w wypadkach, 6 niesprawnych porzucono w trakcie remontów, pozostałe 35 padło ofiarą awarii – głównie silników i transmisji. Ostatnie egzemplarze walczyły w obronie Moskwy w listopadzie-grudniu 1941 roku. Następnie wycofano je z pierwszej linii. Później zdobycznego czołgu T-35, jako ruchomego bunkra, użyli Niemcy podczas obrony Berlina w kwietniu 1945 r.
Jeden egzemplarz zachował się do dziś w Muzeum Pancernym w Kubince pod Moskwą.